# Gliese 674
Gliese 674 és una nana vermella. Està localitzada relativament a prop del Sol, a una distància d'uns 15 anys llum, a la constel·lació d'Ara.

## Sistema planetari
Aquest estel, té un sistema planetari, format per un sol planeta, anomenat Gliese 674 b.